# Institut Veblen
 (janvier 2021).
La mise en forme du texte ne suit pas les recommandations de Wikipédia : il faut le « wikifier ».
Les points d'amélioration suivants sont les cas les plus fréquents :
- Les titres sont pré-formatés par le logiciel. Ils ne sont ni en capitales, ni en gras.
- Le texte ne doit pas être écrit en capitales (les noms de famille non plus), ni en gras, ni en italique, ni en « petit »…
- Le gras n'est utilisé que pour surligner le titre de l'article dans l'introduction, une seule fois.
- L'italique est rarement utilisé : mots en langue étrangère, titres d'œuvres, noms de bateaux, etc.
- Les citations ne sont pas en italique mais en corps de texte normal. Elles sont entourées par des guillemets français : « et ».
- Les listes à puces sont à éviter, des paragraphes rédigés étant largement préférés. Les tableaux sont à réserver à la présentation de données structurées (résultats, etc.).
- Les appels de note de bas de page (petits chiffres en exposant, introduits par l'outil «  Source ») sont à placer entre la fin de phrase et le point final[comme ça].
- Les liens internes (vers d'autres articles de Wikipédia) sont à choisir avec parcimonie. Créez des liens vers des articles approfondissant le sujet. Les termes génériques sans rapport avec le sujet sont à éviter, ainsi que les répétitions de liens vers un même terme.
- Les liens externes sont à placer uniquement dans une section « Liens externes », à la fin de l'article. Ces liens sont à choisir avec parcimonie suivant les règles définies. Si un lien sert de source à l'article, son insertion dans le texte est à faire par les notes de bas de page.
- La présentation des références doit suivre les conventions bibliographiques. Il est recommandé d'utiliser les modèles {{Ouvrage}}, {{Chapitre}}, {{Article}}, {{Lien web}} et/ou {{Bibliographie}}. Le mode d'édition visuel peut mettre en forme automatiquement les références.
- Insérer une infobox (cadre d'informations à droite) n'est pas obligatoire pour parachever la mise en page.

Pour une aide détaillée, merci de consulter Aide:Wikification.
Si vous pensez que ces points ont été résolus, vous pouvez retirer ce bandeau et améliorer la mise en forme d'un autre article.
 (mars 2022).
L'Institut Veblen pour les réformes économiques est un think-tank français créé en 2010, qui œuvre pour la transition vers un mode de développement soutenable et une économie socialement juste, en promouvant les idées économiques et les politiques publiques en faveur de la transition écologique.
Association à but non lucratif et apartisane, l'institut emprunte son nom à l'économiste et sociologue américain Thorstein Veblen.

## Présentation
L'Institut est fondé en 2010 puis présidé jusqu'en 2020 par Philippe Frémeaux, rédacteur en chef et éditorialiste au magazine économique Alternatives économiques. Il est présidé par la sociologue Dominique Méda à partir de 2020.
Sa direction est composée de deux codirecteurs, Wojtek Kalinowski et Mathilde Dupré (depuis 2019). Il a été codirigé par Aurore Lalucq jusqu'en 2019. Layla Hallak a rejoint l'Institut en 2019 en tant de chargée de mission, et Jézabel Couppey-Soubeyran en 2021 en tant que conseillère scientifique.
Financé en grande partie et abrité par la Fondation Charles Léopold Mayer pour le progrès de l'Homme (FPH), l'Institut Veblen a pour mission de « participer à la réforme de la pensée économique en assurant la promotion des principes d’une économie sociale et écologique adaptée aux enjeux du développement durable ». Il vise également à soutenir et à participer aux réseaux d’acteurs œuvrant dans ce sens, en particulier par ses publications et sa participation au débat public, dans un travail tourné vers les propositions de réforme.
Il collabore avec une variété d’acteurs de la société civile : universitaires, acteurs institutionnels, ONG, milieux politiques, syndicats, administration publique, mouvements sociaux et collectifs citoyens, médias. Il compte un nombre de partenaires en France et en Europe, notamment la Fondation Nicolas Hulot, Finance Watch, Alternatives économiques, le BASIC, Exploring Economics, la fondation Heinrich Böll Stiftung, la Maison des lanceurs d'alerte, Positive Money Europe, Pour un Réveil Écologique et Rethinking Economics.
Son conseil d'administration est composé de : Patrick Hébert, Jérôme Blanc, Dominique Plihon, Isabelle Cassiers, Jean Gadrey, Pascal Petit, Lucas Chancel, Laurence Scialom, Antoine de Ravignan, Stéphanie Monjon, Mathilde Szuba et Edwin Zaccai.
En 2021, l'Institut a créé son collège d'experts associés. Celui-ci réunit des experts venant d’horizons et de disciplines divers, qui se retrouvent dans la mission de l’Institut Veblen et souhaitent contribuer à ses travaux.
En 2022, l'Institut a repris la direction éditoriale de la revue L'Économie politique, Wojtek Kalinowski en assumant la rédaction en chef.

## Axes de travail et positions
L'Institut défend une vision de la transition écologique fondée sur les principes de soutenabilité forte, de respect des limites planétaires, ainsi que de justice sociale, deux aspects indissociables. Cela suppose un dépassement de la théorie économique dominante, estimée « mal adaptée à la tâche » et formant « un véritable obstacle intellectuel sur le chemin de la société durable ». D'où l'engagement de l'Institut pour le pluralisme en économie et son soutien aux chercheurs qui développent des approches alternatives dans le domaine des modélisations, de la macroéconomie et des indicateurs de richesse. Il s'ancre volontiers dans le courant de l'économie écologique et critique le concept de croissance verte ou la possibilité d'un découplage.
Ses actions sont regroupées dans quatre axes de travail :
- Réforme de la politique commerciale : l'Institut plaide notamment pour une transformation du commerce européen au service de la transition écologique et sociale pour faire des accords commerciaux un levier en faveur du climat, par exemple en instituant «des sanctions commerciales contre les pays qui commettent des violations sévères à l’égard de l’environnement, des droits humains et contre les paradis fiscaux»[7].
- Monnaie et finance dans la transition écologique : avec une intégration des engagements environnementaux de l'Union européenne dans la politique monétaire menée par la Banque centrale européenne[8],[9]. Plus largement, il s'intéresse aux modalités de financement de la transition écologique, envisageant par exemple différentes formes de financement monétaire[10].
- Le Green Deal européen : le think-tank s'intéresse aux politiques européennes et en particulier au Pacte vert pour l'Europe[11]
- L'économie écologique dans l'enseignement et la recherche : soutien aux travaux proches de l'économie écologique par un prix des mémoires, l'organisation de séminaires destinés aux membres de  la communauté étudiante qui étudient cette question, ainsi que le soutien à la plateforme en ligne Exploring Economics.

## Liste des dirigeants successifs
| Identité                                  | Période | Période | Durée |
| Identité                                  | Début   | Fin     | Durée |
| ----------------------------------------- | ------- | ------- | ----- |
| Wojtek Kalinowski (d) (né en années 1970) | 2010    |         |       |
| Aurore Lalucq (née en 1979)               | 2010    | 2019    | 9 ans |
| Mathilde Dupré (d) (née en 1984)          | 2015    |         |       |

| Identité                         | Période       | Période       | Durée  |
| Identité                         | Début         | Fin           | Durée  |
| -------------------------------- | ------------- | ------------- | ------ |
| Philippe Frémeaux, (1949 - 2020) | 2010          | novembre 2020 | 10 ans |
| Dominique Méda (née en 1962)     | novembre 2020 |               |        |